# Tage Almqvist
Bror Carl Tage Almqvist, född 1 januari 1883 i Svenljunga i Älvsborgs län, död 30 april 1949 i Oscars församling i Stockholm, var en svensk operettsångare och skådespelare.

## Biografi
Almqvist genomgick läroverket i Vänersborg och kom i unga år in vid teatern. Efter talstudier för Lotten Dorsch och plastikstudier för Josefina Gullberg debuterade han i Trondheim som Eisenstein i Läderlappen vid Anton Salmsons teatersällskap och hade därefter engagemang hos denne fram till 1909. De följande åren var han engagerad vid olika sällskap och teatrar och medverkade i både operetter och talpjäser. Almqvist filmdebuterade 1919 i Ivar Berthels Kultur och natur, och han kom att medverka i drygt tjugo filmproduktioner.
Tage Almqvist är begravd på Norra begravningsplatsen utanför Stockholm.

## Filmografi
- 1919 – Kultur och natur
- 1920 – Ett ödesdigert inkognito
- 1920 – Gyurkovicsarna
- 1922 – Kärlekens ögon
- 1931 – Skepparkärlek
- 1931 – Trötte Teodor
- 1937 – En flicka kommer till sta'n
- 1937 – Skicka hem nr. 7
- 1937 – Bergslagsfolk
- 1938 – Vi som går scenvägen
- 1939 – Filmen om Emelie Högqvist
- 1939 – Landstormens lilla Lotta
- 1939 – Frun tillhanda
- 1939 – En enda natt
- 1940 – Åh, en så'n advokat
- 1942 – En äventyrare
- 1942 – General von Döbeln
- 1943 – Elvira Madigan
- 1944 – Kejsarn av Portugallien
- 1947 – Nattvaktens hustru

## Teater

### Roller (ej komplett)
| År   | Roll                      | Produktion                                                                           | Regi             | Teater        |
| ---- | ------------------------- | ------------------------------------------------------------------------------------ | ---------------- | ------------- |
| 1917 | Hans Sidner               | Nybroplan 2 Oscar Engel och A.F.V Körber                                             | Axel Hultman     | Södra Teatern |
| 1918 | Rosenlund                 | Tokstollar, revy Emil Norlander                                                      |                  | Södra Teatern |
| 1923 | Romain                    | Katja Jean Gilbert, Leopold Jacobson och Rudolph Österreicher                        | Nils Johannisson | Oscarsteatern |
| 1923 | En spahi-officer          | Gri-Gri Paul Lincke, Heinrich Bolten-Baeckers och Jules Chancel                      | Elvin Ottoson    | Oscarsteatern |
| 1924 |                           | Ebberöds bank Axel Breidahl och Axel Frische                                         | Sigurd Wallén    | Södra Teatern |
| 1926 | Baronen                   | Jeppe på berget Ludvig Holberg                                                       |                  | Södra Teatern |
| 1926 | Skådespelare Hans Persson | Dagens hjälte Carlo Keil-Möller                                                      | Rune Carlsten    | Södra Teatern |
| 1926 | Sebastian Florell         | Apollon ombord Evert Taube                                                           | Oskar Textorius  | Vasateatern   |
| 1927 | Adjutanten                | Alexandra Albert Szirmai och Franz Martos                                            | Oskar Textorius  | Vasateatern   |
| 1927 |                           | Adjö, Mimi Ralph Benatzky, Alexander Engel och Julius Horst                          | Oskar Textorius  | Vasateatern   |
| 1928 | Penesch                   | Hennes excellens Michael Krausz, Ernst Welisch och Rudolf Schanzer                   | Oskar Textorius  | Vasateatern   |
| 1928 |                           | Grevinnan Eva Albert Szirmai och Frans Martos                                        | Oskar Textorius  | Vasateatern   |
| 1929 | Baron Hofheim             | Nattkavaljeren Robert Stolz, Alfred Maria Willner och Rudolf Österreicher            | Oskar Textorius  | Vasateatern   |
| 1929 | Jerry Vanderholt          | Hjärter dam Lewis E. Gensler, Laurence Schwab och B. G. de Sylva                     | Nils Johannisson | Vasateatern   |
| 1929 | Dominique                 | Jag bedrar dig blott av kärlek Ralph Rudin och Robert Blum                           | Gustaf Bergman   | Vasateatern   |
| 1929 | Emile la Flamme           | Rose Marie Rudolf Friml, Herbert Stothart, Otto Harbach och Oscar Hammerstein        | Gustaf Bergman   | Vasateatern   |
| 1930 | Överste Petrovic          | Hotell Stadt Lemberg Jean Gilbert och Ernst Neubach                                  | Adolf Niska      | Vasateatern   |
| 1933 | Hovmästaren               | Leendets land Franz Lehár                                                            | Gösta Ekman      | Oscarsteatern |
| 1934 | Robert                    | Lilla helgonet Hervé, Henri Meilhac och Albert Millaud                               | Nils Johannisson | Oscarsteatern |
| 1934 | Scharntorff               | Jungfruburen Alfred Maria Willner, Heinz Reichert, Franz Schubert och Heinrich Berté | Nils Johannisson | Oscarsteatern |

### Fotnoter
1. 1 2  ”Tage Almqvist”. Svensk Filmdatabas. http://www.sfi.se/sv/svensk-filmdatabas/Item/?type=PERSON&itemid=58120. Läst 20 september 2012.
2. ↑  Svenska Dagbladet, 5 maj 1949, sid. 14
3. ↑  Ottoson, Elvin (1941). Minns du det än- : ett avsnitt ur operettens historia. Stockholm: Fritzes bokförl. sid. 134. Libris 1404046
4. ↑  SvenskaGravar
5. ↑  Erik Ljungberger, red (1918). ”Teateralmanack”. Svenska scenen (1):  sid. 12. https://sv.wikisource.org/wiki/Sida:Svenska_scenen_01-1918.pdf/12. Läst 11 juni 2016.
6. ↑  Erik Ljungberger, red (1918). ”Teateralmanack”. Svenska scenen (2):  sid. 12. https://sv.wikisource.org/w/index.php?title=Svenska_scenen_2,_1918&oldid=174993. Läst 9 juli 2015.
7. ↑  ”Katja”. Musikverket. http://calmview.musikverk.se/CalmView/Record.aspx?src=CalmView.Performance&id=P8400&pos=84. Läst 9 juni 2015.
8. ↑  ”Gri-Gri”. Musikverket. http://calmview.musikverk.se/CalmView/Record.aspx?src=CalmView.Performance&id=PERF24976&pos=67. Läst 5 juni 2015.
9. ↑  ”Teater och Musik”. Dagens Nyheter:  s. 8. 26 augusti 1924. http://arkivet.dn.se/arkivet/tidning/1924-08-26/232/8. Läst 27 juli 2015.
10. ↑  Bo Bergman (18 januari 1926). ”'Jeppe på berget' på Södra teatern”. Dagens Nyheter:  s. 7. http://arkivet.dn.se/arkivet/tidning/1926-01-18/16/7. Läst 24 januari 2016.
11. ↑  ”Teater och Musik”. Dagens Nyheter:  s. 14. 30 januari 1926. http://arkivet.dn.se/arkivet/tidning/1926-01-30/28/14. Läst 24 januari 2016.
12. ↑  Oscar Rydqvist (31 januari 1926). ”'Dagens hjälte' på Södra teatern”. Dagens Nyheter:  s. 12. http://arkivet.dn.se/arkivet/tidning/1926-01-31/29/12. Läst 24 januari 2016.
13. ↑  ”Teater och Musik”. Dagens Nyheter:  s. 7. 30 augusti 1926. http://arkivet.dn.se/arkivet/tidning/1926-08-30/234/7. Läst 1 januari 2016.
14. ↑  Erik Nyblom (24 mars 1927). ”Revolutionsoperett gör succès på Vasan”. Dagens Nyheter:  s. 12. http://arkivet.dn.se/arkivet/tidning/1927-03-24/81/12. Läst 29 augusti 2015.
15. ↑  Teateralmanack 1927 i Svenska Dagbladets Årsbok – femte årgången, händelserna 1927 (1928) s. 112
16. ↑  ”Adjö, Mimi”. Musikverket. http://calmview.musikverk.se/CalmView/Record.aspx?src=CalmView.Performance&id=PERF14528&pos=12. Läst 5 juli 2015.
17. ↑  Teateralmanack 1928 i Svenska Dagbladets Årsbok – sjätte årgången, händelserna 1928 (1929) s. 145
18. ↑  ”Hennes excellens”. Musikverket. http://calmview.musikverk.se/CalmView/Record.aspx?src=CalmView.Performance&id=PERF14422&pos=330. Läst 11 juli 2015.
19. ↑  ”Grevinnan Eva”. Musikverket. http://calmview.musikverk.se/CalmView/Record.aspx?src=CalmView.Performance&id=PERF14432&pos=334. Läst 11 juli 2015.
20. ↑  ”Nattkavaljeren”. Musikverket. http://calmview.musikverk.se/CalmView/Record.aspx?src=CalmView.Performance&id=PERF14408&pos=336. Läst 11 juli 2015.
21. ↑  Teateralmanack 1929 i Svenska Dagbladets Årsbok – händelserna 1929 (1930) s. 125
22. ↑  ”Hjärter dam”. Musikverket. http://calmview.musikverk.se/CalmView/Record.aspx?src=CalmView.Performance&id=PERF14419&pos=337. Läst 11 juli 2015.
23. ↑  ”Jag bedrar dig blott av kärlek”. Musikverket. http://calmview.musikverk.se/CalmView/Record.aspx?src=CalmView.Performance&id=PERF14420&pos=338. Läst 11 juli 2015.
24. ↑  ”Rose Marie”. Musikverket. http://calmview.musikverk.se/CalmView/Record.aspx?src=CalmView.Performance&id=PERF14578&pos=339. Läst 11 juli 2015.
25. ↑  Teateralmanack 1930 i Svenska Dagbladets Årsbok – händelserna 1930 (1931) s. 152
26. ↑  ”Hotell Stadt Lemberg”. Musikverket. http://calmview.musikverk.se/CalmView/Record.aspx?src=CalmView.Performance&id=PERF14418&pos=340. Läst 11 juli 2015.
27. ↑  ”Teater Musik Film: Rollerna i 'Lilla Helgonet'”. Dagens Nyheter:  s. 8. 29 augusti 1934. https://arkivet.dn.se/tidning/1934-08-29/233/8. Läst 9 mars 2019.
28. ↑  ”Teater Musik Film”. Dagens Nyheter:  s. 13. 14 september 1934. https://arkivet.dn.se/tidning/1934-09-14/249/13. Läst 9 mars 2019.